# Barbaros Erköse
Barbaros Erköse (né en 1936) est un clarinettiste turc, chef d'ensemble et compositeur.

## Biographie
Erköse naît dans une famille de musiciens et commence à jouer de la clarinette à l'âge de 9 ans,,,,,,,. Alors qu'il est à l'école secondaire, il joue lors des cérémonies de mariage. Vers la même époque, Erköse quitte l'école. Lorsqu'il a douze ans, il prend des leçons de clarinette de Saffet Gündeğer. 
Erköse joue fasıls dans une ouverture pour les pièces à Şen Tiyatro (le théâtre où İsmail Dümbüllü est apparu) à Ankara, et après avoir travaillé cinq ans, il passe l'examen d'entrée pour la radio d'Ankara en 1955, où il travaille ensuite. 
En 1961, après un voyage à Istanbul pour un spectacle de divertissement, Erköse commence à travailler à Radio Istanbul. Il joue avec les plus fameux noms, tels Nesrin Sipahi et Zeki Müren. Erköse a également enregistré avec des musiciens comme Anouar Brahem et Peter Pannke et joué de nombreux concerts hors de Turquie.